# Celia Lovsky
Celia Lovsky, właściwie Cäcilie Josefina Lvovsky (ur. 21 lutego 1897 w Wiedniu zm. 12 października 1979 w Los Angeles, Kalifornia) – austriacko-amerykańska aktorka teatralna i filmowa.  

## Życiorys
Celia była córką Břetislava Emila Lvovsky'ego (1857-1910), czeskiego kompozytora operowego. Studiowała teatr, taniec i języki w Universität für Musik und darstellende Kunst Wien. 
W 1919 roku poślubiła dziennikarza Heinricha Vinzenza Nowaka. W 1925 roku była blisko związana z dramaturgiem Arturem Schnitzlerem. Później przeniosła się do Berlina, gdzie grała w surrealistycznych sztukach Dream Theater i Dream Play autorstwa Karla Krausa. Tam w 1929 roku poznała Petera Lorre, który wcześniej widział ją w Otellu Williama Shakespeare'a w Wiedniu. Para wspólnie podróżowała do Paryża, Londynu i Stanów Zjednoczonych. Mieszkali razem przez pięć lat przed ślubem, pobrali się w 1934 roku i pozostali w związku małżeńskim do 1945 roku. Do końca życia Lorre pozostali bliskimi przyjaciółmi. Po tym, jak para osiedliła się w Santa Monica w Kalifornii, Lorre nie życzył sobie, aby Celia pracowała, została więc jego  menedżerem, sekretarką, planistą finansowym, pielęgniarką i powiernikiem. Dopiero po rozwodzie zaczęła przyjmować role w amerykańskich filmach i telewizji.

## Wybrane role
- 1930: Zweimal Hochzeit
- 1930: Der Hampelmann
- 1947: The Foxes of Harrow
- 1948: List od nieznajomej
- 1948: Sealed Verdict
- 1948: Kłębowisko żmij
- 1949: Flaming Fury
- 1949: Chicago Deadline
- 1950: Captain Carey, U.S.A.
- 1950: Tyton
- 1950: The Killer That Stalked New York
- 1951: The Scarf
- 1951: Night Into Morning
- 1951: The People Against O'Hara
- 1952: Because You're Mine
- 1953: Historia trzech milosci
- 1953: Blekitna gardenia
- 1953: Champ for a Day
- 1953: The Big Heat
- 1954: Rapsodia
- 1954: Make Haste to Live
- 1954: Trzy monety w fontannie
- 1954: Kiedy ostatni raz widziałem Paryż
- 1955: New York Confidential
- 1955: Fox Fire
- 1955: Duel on the Mississippi
- 1955: Texas Lady
- 1956: Gdy miasto śpi
- 1956: Płeć przeciwna
- 1956: Death of a Scoundrel
- 1956: Rumble on the Docks
- 1957: The Garment Jungle
- 1957: Trooper Hook
- 1957: Człowiek o tysiącu twarzy
- 1958: Crash Landing
- 1958: Twilight for the Gods
- 1959: Jakobowsky i pułkownik
- 1959: Alfred Hitchcock przedstawia
- 1959: The Gene Krupa Story
- 1962: Hitler
- 1965: 36 godzin
- 1965: The Greatest Story Ever Told
- 1965: Harlow
- 1967: The St. Valentine's Day Massacre
- 1968: Władza
- 1970: Port lotniczy
- 1973: Zielona pożywka